# Índice de desarrollo democrático
El índice de desarrollo democrático es una elaboración conjunta de la Fundación Konrad Adenauer y de Polilat que analiza y mide el comportamiento democrático de los países latinoamericanos.

## Historia
El índice de desarrollo democrático es el revelamiento de los datos de dieciocho países de la región, comparando estadísticas y estudios de opinión que permiten analizar el desarrollo de los países en su comportamiento democrático. El IDD-Lat mide cuatro dimensiones de la democracia latinoamericana: 1) el cumplimiento de las condiciones formales de la democracia; 2) El ejercicio de derechos políticos y libertades civiles de los ciudadanos; 3) La calidad institucional y la eficiencia política; y 4) El ejercicio de poder efectivo para gobernar generando mayor desarrollo económico y social.

## Países incluidos en la medición del IDD-Lat
18 países de la América Latina en orden geográfico de sur a norte: Argentina, Chile, Uruguay, Paraguay, Brasil, Bolivia, Perú, Ecuador, Colombia, Venezuela, Panamá, Costa Rica, Nicaragua, El Salvador, Honduras, Guatemala, México y República Dominicana.

## Dimensiones
El IDD-Lat se calcula sobre la base de la medición de cuatro dimensiones del desarrollo democrático.

### Dimensión I: Condiciones básicas de la democracia
Esta dimensión es condición mínima y verifica el cumplimiento mínimo de las reglas de la democracia; por lo tanto solo es tenida en cuenta para incluir a cada país en el IDD-Lat. Todos los países de la región incluidos en el Índice la cumplen.

### Dimensión II: Respeto de los derechos políticos y las libertades civiles
Mide la "democracia de los ciudadanos" e incluye: Voto de adhesión política {(participación electoral - (Voto blanco + Voto Nulo)}; Puntaje en el Índice de Derechos Políticos; Puntaje en el Índice de Libertades Civiles; Género en el Gobierno (Poder Ejecutivo-Poder Legislativo y Poder Judicial); Puntaje en el Índice de Condicionamiento de Libertades y Derechos por Inseguridad.		

### Dimensión III: Calidad institucional y eficiencia política
Mide la democracia de las instituciones" e incluye: Puntaje en el Índice de Percepción de la Corrupción; Participación de los partidos políticos en el Legislativo; Accountability (Legal, Política y Social); Indicador de desestabilización y Crisis de Gobierno.

### Dimensión IV: Ejercicio de poder efectivo para gobernar
Mide las contribuciones del ejercicio del poder democrático al desarrollo económico y social del país e incluye dos dimensiones:
1. Capacidad para generar políticas que aseguren bienestar: Incluye indicadores de: Desempeño en Salud (Mortalidad Infantil; Gasto en salud como % PIB), Desempleo Urbano, Hogares bajo línea de Pobreza, Desempeño en Educación (Matriculación Secundaria, Gasto público total en Educación como % PIB).
2. Capacidad para generar políticas que aseguren eficiencia económica: Incluye indicadores de: Puntaje en el Índice de Libertad Económica, PIB per cápita PPA precios, Brecha de Ingreso (relación de ingreso quintil menor y mayor), Endeudamiento (% de deuda sobre PIB), Inversión (Inversión bruta fija s/PIB).

## Datos
En todos los casos en que están disponibles, son datos correspondientes a diciembre del año anterior.

## Rango
Cada dimensión y cada uno de sus componentes son valuados de 0 a 10, correspondiendo el máximo puntaje al país de mejores prestaciones en cada caso, y a los restantes, valores proporcionales, de acuerdo a lo descrito para cada indicador en el apartado metodológico.